# Open Knowledge Foundation
Open Knowledge Foundation (OKF) este o rețea globală, non-profit, care promovează și distribuie gratuit informații, inclusiv conținut și date. A fost fondată de Rufus Pollock pe 20 mai 2004 în Cambridge, Marea Britanie. Este înregistrată în Anglia și Țara Galilor ca o companie privată cu răspundere limitată. Între mai 2016 și mai 2019, organizația s-a numit Open Knowledge International, dar a decis să revină la numele Open Knowledge Foundation în mai 2019.

## Obiective
Obiectivele Open Knowledge Foundation sunt: 
- Promovarea ideii de cunoaștere deschisă, atât ce este, cât și de ce este o idee bună.
- Organizarea evenimentelor despre cunoașterea deschisă, cum ar fi OKCon.
- Contribuirea la proiectele despre cunoaștere deschisă, cum ar fi Open Economics sau Open Shakespeare.
- Furnizarea de infrastructură și, eventual, o casă pentru proiecte de cunoaștere deschisă, comunitățile afiliate și resurse. De exemplu, serviciul KnowledgeForge și CKAN.
- Acționează la nivel britanic, european și internațional pe probleme de cunoaștere deschisă.